# Parco nazionale West Cape Howe
Il parco nazionale di West Cape Howe è un parco nazionale dell'Australia Occidentale (Australia), situato 390 km a sudest di Perth, che si estende su una superficie di 3.605 ettari. 
Il parco si trova tra Albany e Denmark, all'interno della Città di Albany e nella regione del Great Southern.
Torbay Head, il punto più meridionale dell'Australia Occidentale, si trova all'interno del parco.
Il parco si sviluppa lungo la costa del Southern Ocean occupa circa 23 km (14 miglia) di costa tra Lowlands Beach e Forsythe Bluff.

## Storia
La costituzione del parco iniziò nel 1977 nella Contea di Albany a scopo ricreativo. Nel 1985 l'area è stata adibita a Riserva di Classe C a seguito dell'accordo tra la Contea e incaricati della National Parks and Nature Conservancy Authority.
Dopo l'aggiunta di ulteriori 41 ha (100 acri), in precedenza adibiti a riserva di legname lungo il confine settentrionale del parco, nel 1987 esso fu innalzato a Riserva di Classe A.
Il parco è ora una riserva unica (numero 26177) ed è costituito da una superficie di 3.517 ettari (8.690 acri).

## Flora
Nel parco si trovano diversi tipi di habitat, come la foresta di Eucalyptus diversicolor, la brughiera costiera e le zone umide, ciascuno dei quali supporta una tipologia diversa di vegetazione e specie vegetali.
L'area attorno al lago William presenta una fitta macchia di ciperacee, specie rare come la Amperea volubilis ed una specie innominata di Melaleuca. 
La rara pianta carnivora Cephalotus follicularis  è pure presente nel parco.

## Fauna
Durante un rilevamento condotto nel 2008, si scoprì che il raro e antico ragno assassino di Main (Zephyrarchaea mainae, Archaeidae), attualmente elencato come minacciato, popola il parco.